# Acassuso
Acassuso je sídlo v Argentině. Nachází se v okrese Partido de San Isidro v provincii Buenos Aires, v metropolitní oblasti a aglomeraci Gran Buenos Aires, severozápadně od vlastního Buenos Aires a na jihozápadním pobřeží estuáru Río de la Plata. V roce 2001 zde žilo 12 842 obyvatel.
Jedná se o rezidenční oblast, která na severu sousedí se San Isidrem a na jihu s Martínezem. Nachází se zde muzeum argentinského generála a politika Juana Martína de Pueyrredón.

## Galerie

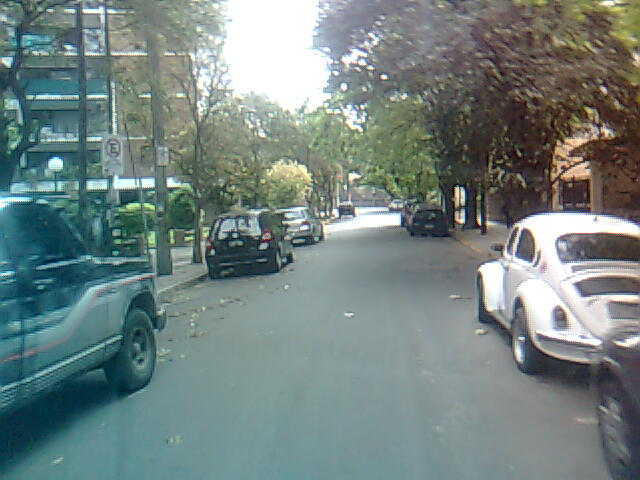
Ulice Generála de Urquizy v centru Acassusa
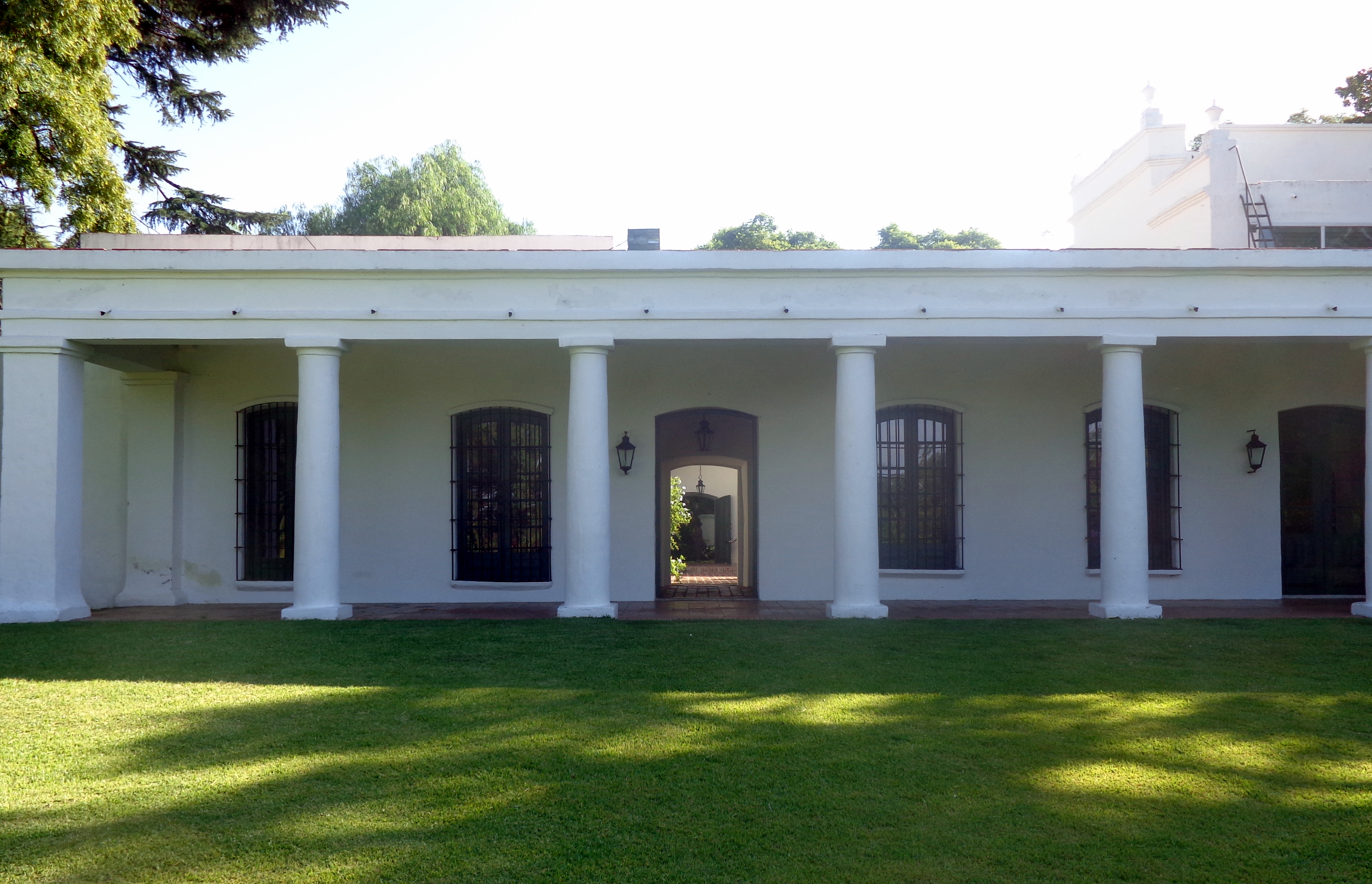
Muzeum Juana Martína de Pueyrredón